# ليسوم ترنشترومياني
ليسوم ترنشترومياني (الاسم العلمي: Illicium ternstroemioides) هو نوع نباتي يتبع جنس الليسوم من فصيلة الشزندرية.